# Gerd Unverfehrt
Gerd Unverfehrt (1944 - 2009) was een Duitse kunsthistoricus. Hij staat voornamelijk bekend om zijn werken over Hieronymus Bosch en Albrecht Dürer.
Unverfehrt studeerde kunstgeschiedenis aan de Universiteit van Göttingen. In 1974 promoveerde hij met een proefschrift over Hieronymus Bosch. Studien zur Rezeption seiner Kunst im frühen 16. Jahrhundert. Van 1978 tot aan zijn dood in 2009 was hij het hoofd van de kunstcollectie van de Universiteit van Göttingen.
- Bibsys: 97031037
- Bibliothèque nationale de France: cb12562176j (data)
- CiNii: DA05732833
- Gemeinsame Normdatei: 109161262
- International Standard Name Identifier: 0000 0001 0907 5947
- Library of Congress Control Number: n81106904
- Nationale Bibliotheek van Letland: 000227758
- Nationale Bibliotheek van Israël: 987007329734005171
- Nationale Bibliotheek van Polen: a0000001238620
- Nederlandse Thesaurus van Auteursnamen: 067702996
- Système universitaire de documentation: 034920943
- Virtual International Authority File: 61663659
- WorldCat: E39PBJth9vqgDwWcxkjpFmGvHC